# Demezi

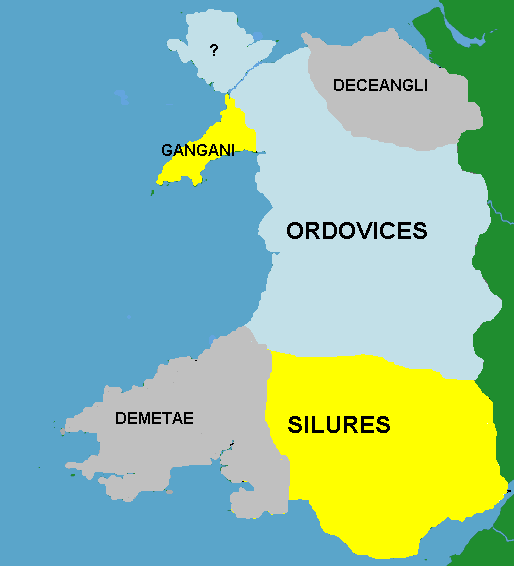
Le tribù del Galles al tempo dell'invasione romana. Gli esatti confini sono ipotetici.

I Dèmezi erano una tribù celtica della Britannia, stanziata nelle odierne contee del Pembrokeshire e del Carmarthenshire (nel sud-ovest delGalles), dando il loro nome alla contea di Dyfed.
La loro capitale era Moridunum, odierna Carmarthen. Si sa poco sul conto di questa tribù che, non essendo bellicosa, non si oppose alla conquista romana della Britannia. Forse per questa ragione il loro territorio non fu pesantemente presidiato. Comunque, i romani lo esplorarono alla ricerca di oro.
Essi sono menzionati nella Geographia di Tolomeo, come popolo stanziato ad ovest dei Silures. Egli menzionò due delle loro città, Moridunum (moderna Carmarthen) e Luentinum (identificata come la Miniera d'oro di Dolaucothi vicino Pumsaint, Carmarthenshire).  Non sono menzionati nei resoconti di Tacito riguardo alle guerre romane nel Galles, che sono incentrati sui loro vicini, Silures e Ordovices.
Vortiporio, "tiranno dei Demezi", è uno dei re condannato da Gildas nella disputa del VI secolo De Excidio Britanniae. 